# Blue Days, Black Nights
«Blue Days, Black Nights» es una canción escrita por Ben Hall y grabada por Buddy Holly. Pese a que no sea una canción muy famosa de Holly es destacable por ser la primera canción en ser editada en sencillo.

## Grabación
"Blue Days, Black Nights" fue grabada el 26 de enero de 1956, de aquella sesión también grabó "Love Me", "Don't Come Back Knockin'" y "Midnight Shift", la sesión comenzó a las 7 PM y terminó a las 10. Buddy Holly quiso que todos tocaran algo para conseguir algún crédito por la canción, y como no tocó la guitarra, entonces el tema se registró con Grady Martín en la guitarra rítmica, Don Guess en el contrabajo y con Doug Kirkham en batería. Owen Bradley estuvo a cargo de la producción de la canción.

## Lanzamientos
"Blue Days, Black Nights" fue editada en sencillo el 21 de abril de 1957, por la discográfica Decca Records, catálogo 29854, con el lado B "Love Me". Pero el sencillo no llegó a entrar en listas, pero se estima que se llegaron a vender 19 000 copias. Además se lanzó como la canción apertura del EP That'll Be the Day, de ese mismo año.